# Lepidocyrtus cyaneus
Lepidocyrtus cyaneus is een springstaartensoort uit de familie van de Entomobryidae. De wetenschappelijke naam van de soort is voor het eerst geldig gepubliceerd in 1871 door Tullberg.